# 浅海井駅
浅海井駅（あざむいえき）は、大分県佐伯市上浦大字浅海井浦にある、九州旅客鉄道（JR九州）日豊本線の駅である。
当駅は九州最東端の駅である。また、旧上浦町にある唯一の鉄道駅でもあった。
周辺に豊後二見ヶ浦や暁嵐の滝などの景勝地があることから、JR九州ウォーキングの定番コースとなっており、当日には特急にちりんの臨時停車が設定される場合がある。
過去に急行日南の停車設定（非自動ドア車両時代の運転停車に伴う設定）はあったが、臨時設定やツアー扱い以外では、基本的に優等列車は停車しない。
2020年8月から2021年9月の間、ななつ星の3泊4日コースの4日目に臨時停車が設定されていた。これは、4日目早朝にバスで佐伯駅を出発し浅海井駅の周辺を観光、浅海井駅からななつ星に再乗車するプランであった。
また、36ぷらす3が土曜日に、下り普通列車と交換のため運転停車を行う。

## 歴史
- 1916年（大正5年）10月25日：開業[1][2]。
- 1962年（昭和37年）10月1日：貨物取扱廃止[2]。
- 1984年（昭和59年）11月1日：荷物扱い廃止[2]。駅員無配置駅となる[4]（簡易委託駅化）。
- 1987年（昭和62年）4月1日：国鉄分割民営化により九州旅客鉄道が継承[2]。
- 2012年（平成24年）6月1日：簡易委託廃止[1]。
- 2017年（平成29年）
  - 9月17日：平成29年台風18号の影響により、宇島駅 - 鹿児島中央駅間が終日運休[5]
  - 9月19日：臼杵駅 - 延岡駅間不通のため臼杵駅 - 佐伯駅間で代行バス輸送を開始[6][7]。
  - 12月18日：臼杵駅 - 佐伯駅間で運転再開（代行輸送は前日で終了）[8]。

## 駅構造
島式ホーム1面2線を有する地上駅。下り線に側線1本を有し、保線車両が留置される場合がある。かつては側線脇に保線小屋が存在したが、現在は解体されている。また、駅に隣接する公営団地敷地には昭和末期まで農業倉庫があった。木造駅舎を有する。
駅舎は相当古いもので、出札業務を受託している商店兼住居が入っている簡易委託駅となっていたが、2012年5月31日限りで委託廃止され、自動券売機が設置された。入口正面に向かって右側が待合室、左側が駅事務室を改築した店舗兼住居となっており、チッキ等の扱い窓口があった場所から行き来ができるようになっている。
改札口からホームに行くには、柵で仕切られた線路脇の道をしばらく歩き、さらに跨線橋を渡ることになる。以前は改札口からすぐ線路を渡り、ホーム端の斜路を上るようになっていたが、電化と同時期に跨線橋ができて柵が張られ、今の様式となった。改札正面の柵は観音開きの扉となっていて、郵便の積み下ろしを行っていた頃は荷物台車（リヤカー）の出入りの際などに、駅員が融通を利かせて乗客の乗降の便を図ることもあったが、郵便車もなくなった今では施錠されて開くことはない。
ホームは両側斜路の高さ760mmのホームで、無人化（委託化）される以前に中央付近が920mmに嵩上げされた。ホーム上は一部アスファルト舗装をしてあるが、大半は砂利を敷き詰めてある。改札を入ると屋根はなく、ホーム上では跨線橋を渡った先にある畳一畳ほどのブロックで囲われた待合所に屋根があるのみである。

### のりば
| のりば | 路線      | 方向 | 行先     |
| ------ | --------- | ---- | -------- |
| 1      | ■日豊本線 | 下り | 佐伯方面 |
| 2      | ■日豊本線 | 上り | 大分方面 |

## 利用状況
- 2015年度の1日平均乗車人員は72人である（前年度比+1人）。

| 乗車人員推移 | 乗車人員推移 |
| 年度         | 1日平均人数  |
| ------------ | ------------ |
| 2000         | 140          |
| 2001         | 122          |
| 2002         | 114          |
| 2003         | 115          |
| 2004         | 107          |
| 2005         | 85           |
| 2006         | 79           |
| 2007         | 76           |
| 2008         | 81           |
| 2009         | 78           |
| 2010         | 79           |
| 2011         | 72           |
| 2012         | 81           |
| 2013         | 79           |
| 2014         | 71           |
| 2015         | 72           |

## 駅周辺
- 佐伯市役所上浦振興局（旧・上浦町役場）
- 上浦郵便局
- 佐伯市立東雲小学校
- 佐伯市立東雲中学校
- 暁嵐の滝
- 豊後二見ヶ浦[1]

## 隣の駅
九州旅客鉄道（JR九州）
■日豊本線
日代駅 - 浅海井駅 - 狩生駅